# Відкладання партії
У деяких настільних іграх, зокрема у шахах та го, застосовується механізм відкладання задля можливості призупинити поточну гру та продовження її в інший час. Обґрунтуванням є те, що ігри іноді тривають більше, ніж прийнято для одного сеансу гри. Може бути використаний «секретний» хід: наступний хід, що буде зроблений та відтворений, коли гра відновиться, записується на окремому аркуші, який запечатується у конверті. Зазвичай, по відновленню гри, хід відтворюється арбітром. Ця практика гарантує, що жоден з гравців не знає, якою буде позиція на дошці, коли настане черга ходу.

### Шахи
Коли робиться відкладання, гравець записує наступний хід у своєму протоколі, але не робить це на шахівниці. Потім бланки із записами обох суперників запечатуються у конверті. На конверті записуються імена гравців, кольори, позиція, час на годиннику та інші ігрові дані. Конверт також може бути підписаний обома гравцями. По відновленні гри арбітр відкриває конверт, робить «секретний» хід на дошці та запускає годинник суперника. За правилами USCF, якщо «секретний» хід неоднозначний і підлягає більш ніж одній інтерпретації, суперник може вибрати одну з розумних інтерпретацій. Якщо «секретний» хід є незаконним та немає розумної інтерпретації, гравець, який робить цей хід, програє. Відповідно до правил FIDE, неоднозначний хід призведе до програшу.                                                                                                      Причини, що дозволяють відкладення:               
1.    2, 5 години гравця на перші сорок ходів, після чого починається перерва (п’ятигодинна сесія). 
2.    Дві години для перших сорока ходів, потім одна година для наступних двадцяти ходів, після чого початок перерви (шестигодинна сесія).
Правила відкладення:
Після закінчення контрольного часу будь-хто з гравців має можливість зробити перерву на своєму ході. Якщо гравець використовує цю можливість, він втрачає решту часу, відведеного на сесію. Коли тривалість сесії закінчилася, гравець, який зробив хід, повинен перервати гру. Він відкладає гру, таємно записуючи свій наступний хід та вкладає лист із записом у конверт, який запечатується. Після відновлення гри, арбітр робить «секретний» хід, гра продовжується.                                                                                   З появою потужних комп’ютерних програм для гри у шахи, які можна використати для аналізу відкладених партій, більшість шахових турнірів відмовились від відкладених ігор на користь більш короткого часу контролю. 

### Го
У тривалих матчах гри Го, час на роздуми становить понад вісім годин на гравця. Матчі проводять протягом двох днів та використовують «секретний» хід під час перерви. 